# فمینیسم فراملیتی
فمینیسم فراملیتی یا فمینیسم تراملیتی به پارادایم فمینیسم معاصر و جنبش‌های پیرامونِ آن اشاره دارد. هر دوی آن‌ها به چگونگیِ اثرِ جهانی‌شدن و سرمایه‌داری بر ملت‌ها، نژاد، جنسیت، طبقه اجتماعی و میل جنسی در انسان می‌پردازند.